# Motu (eiland)

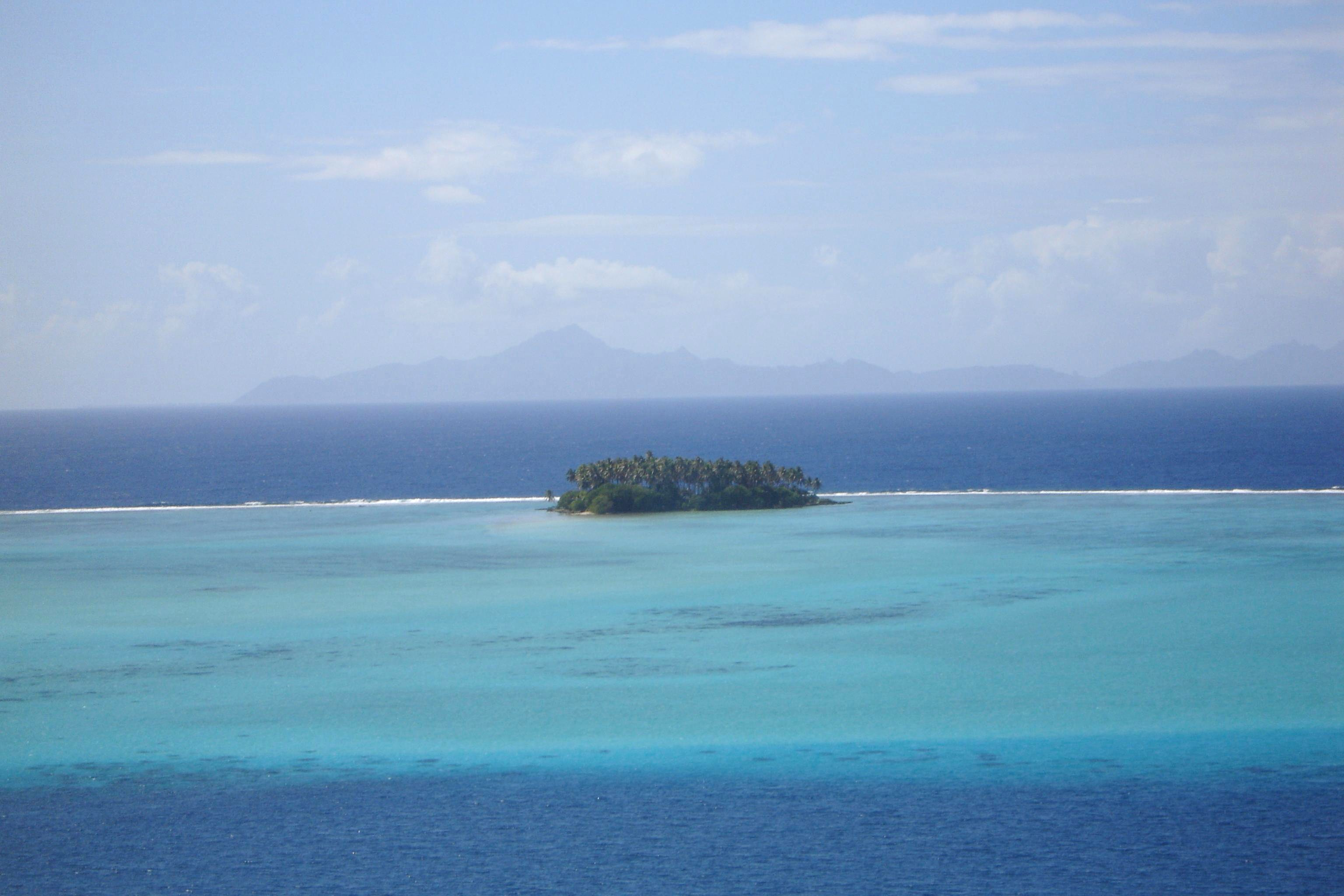
Een motu ten zuiden van het atol Raiatea in Frans-Polynesië. De witte lijn op de achtergrond is de branding die de scheiding aangeeft tussen de oceaan en de lagune.

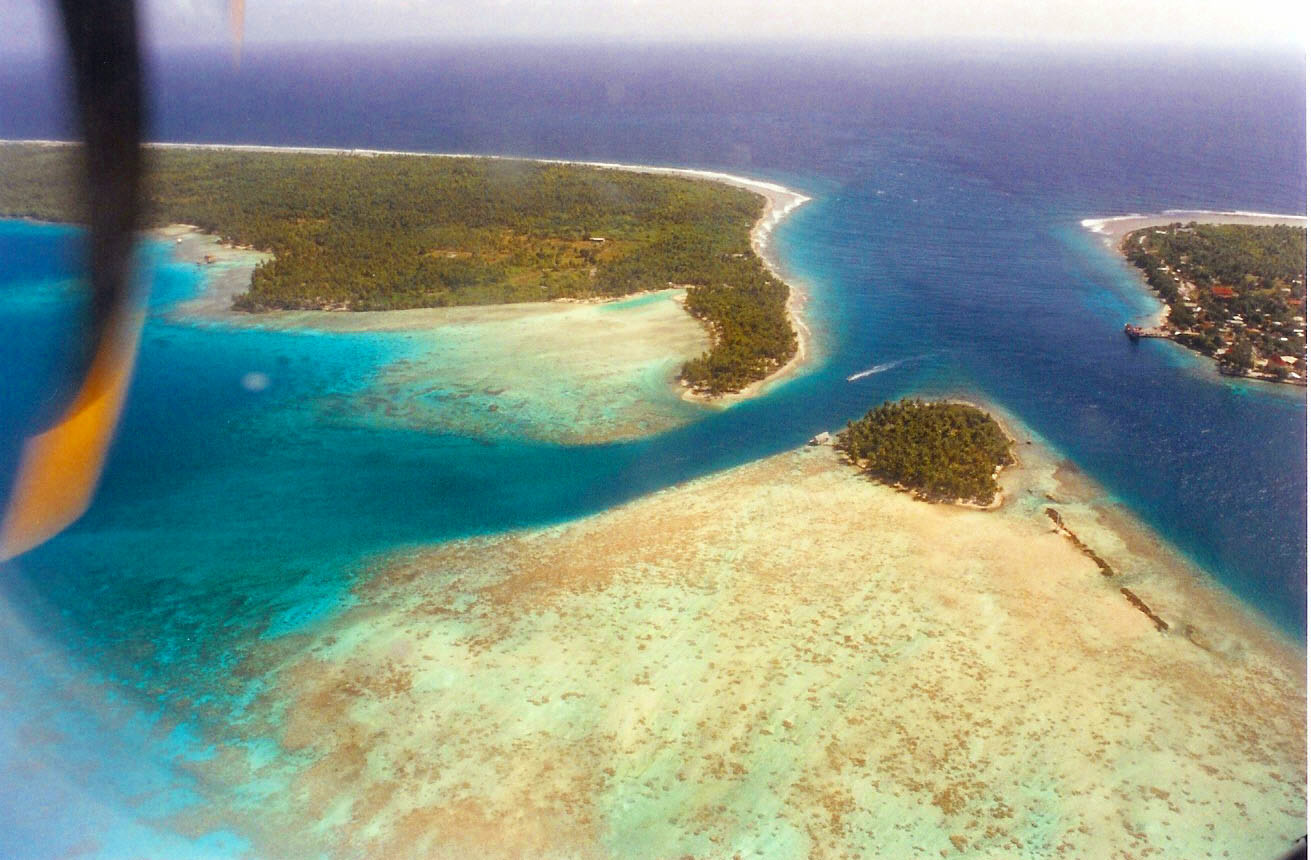
Vorming van een motu in een opening van het atol Rangiroa.

Een motu (meervoud motu's) is een klein eiland dat bestaat uit geërodeerd koraal binnen een cirkelvormige koraalrif (een atol) dat zich vormt rondom een vulkanisch eiland. Meestal betreft het een zandbank van koraalzand die zich vormde op plaatsen waar de zeestroming wordt afgeremd door de ligging van koraalriffen. Soms kan een motu bestaan uit kalkrotsen en ontbreekt het koraalzand doordat verweerd koraalrif door tektonische opheffing omhoog gedrukt werd. Een motu is vaak licht begroeid, meestal met kokospalmen. Motu's die alleen uit koraalzand bestaan zijn vaak instabiel en kunnen na een tropische cycloon verdwijnen en ergens anders weer worden gevormd.